# Abraham Kuhn
Abraham Kuhn, né le 28 janvier 1838 à Bissersheim, royaume de Bavière et mort le 15 septembre 1900 à Strasbourg, est un médecin alsacien, professeur de laryngologie à l'université de Strasbourg.

## Biographie
Abraham Kuhn naît le 28 janvier 1838 à Bissersheim,. Il suit les cours des universités de Giessen, Prague, Vienne, Munich, et Würzburg, où il obtient le titre de docteur en Médecine en 1863,.
Il se rend ensuite à Strasbourg où en 1865, il y obtient également un nouveau diplôme de doctorat en médecine pour sa thèse sur les tumeurs du Larynx.
Pendant la Guerre franco-allemande de 1870, il sert du côté français au sein de la Croix Rouge.
Il devient ensuite chargé de cours en 1873 à l'ouverture de l'université allemande de Strasbourg,. Il est nommé professeur adjoint à titre privé puis professeur universitaire et chef de la polyclinique des maladies de la gorge et du nez,,. En 1896, un nouveau bâtiment est ajouté et appelé «Clinique universitaire des Oreilles».
En tant que spécialiste de ces maladies, Kuhn contribua à de nombreux essais dans les revues médicales de France et d'Allemagne. Il a formé des spécialistes tels que le professeur Paul Manasse,.

## Publications
- Abraham Kuhn, Des tumeurs du larynx, Strasbourg, Université de Strasbourg  . Faculté de médecine, 30 janvier 1865, 52 p. (SUDOC 12077707X)
- Anton-Friedrich von Troeltsch (trad. Abraham Kuhn et D.M. Levi), Traité pratique des maladies de l'oreille, Paris, A. Delahaye, 1870 (SUDOC 020024479)[1]
- (en) Abraham Kuhn, Ein Fall von totaler Verwachsung des Gaumensegels mit der hinteren Rachenwand, Leipzig, 1878 (SUDOC 160744261)
- (de) Abraham Kuhn, Beiträge zur Anatomie des Gehörorganes. Abth. II, Ueber das häutige Labyrinth der Amphibien, Bonn, 1880 (SUDOC 147571782)[1]
- (de) Abraham Kuhn, Zur Anatomie des inneren Ohres der Wirbelthiere: Vortrag gehalten "in Basel" 1884, Basel, Benno Schwabe, 1885 (SUDOC 029857325)
- (de) Abraham Kuhn, Bericht über die Verhandlungen der Section für Ohrenheilkunde auf der Naturforscherversammlung zu Wiesbaden (18-22. September 1887), Leipzig, 1887 (SUDOC 160744326), p. 295-306
- (de) Abraham Kuhn, Über Caries des Schläfenbeins mit Prolapsus cerebelli: zur Cholesteatomfrage, Leipzig, 1887 (SUDOC 174366302)
- (de) Abraham Kuhn, « Vergleichende Anatomie des Ohres », dans Handbuch der Ohrenheilkunde, Leipzig, Hermann Schwartze, 1892 (SUDOC 175866708)
- (de) Abraham Kuhn, « Die Neubildungen des Ohres », dans ouvrage=Handbuch der Ohrenheilkunde, Leipzig, Hermann Schwartze, 1893 (SUDOC 175866805)
- (en) Abraham Kuhn, Ein Fall von Atresia auris acquisita: Myxosarkom der Paukenhöhle: aus der Universitätsklinik für Ohrenkrankheiten zu Strassburg, Berlin, 1894 (SUDOC 160744377)
- (en) Abraham Kuhn, Epitheliom und Endotheliom des äusseren Ohres, Jena, 1895 (SUDOC 17436718X)
- (en) Abraham Kuhn, Syphilitische Tumoren der Nase, Jena, 1895 (SUDOC 174367252)
- (de) Abraham Kuhn, Casuistische Mittheilungen, Jena, 1896 (SUDOC 174368496)
- (en) Abraham Kuhn (trad. J. A. Spalding), Clinical contributions, New York, 1897 (SUDOC 174363508)
- (de) Abraham Kuhn, Carcinom der Nase Cholesteatom des Ohres, Teschen, Karl Prochaska, 1897, 9 p. (SUDOC 174363605)
- (de) Abraham Kuhn, Adenoide Vegetationen des Nasenrachenraumes (Hypertrophie der Pharynxtonsille): Angiom der Nase, Teschen, 1897 (SUDOC 174363532)